# Filippo Franzoni
Filippo Franzoni (* 8. Oktober 1857 in Locarno; † 17. März 1911 in Mendrisio) war ein schweizerisch-italienischer Maler und Cellist.

## Leben
Filippo Franzoni war Sohn des Anwalts und Grundbesitzers Giuseppe und dessen Ehefrau Emilia geborene Stalder, einer Adligen aus intellektuellen Mailänder Kreisen. Er besuchte 1867 die Accademia di Belle Arti di Brera in Mailand, als Schüler von Giuseppe Bertini und Luigi Bisi. Dank seiner Mutter, einer kultivierten Persönlichkeit, die wahrscheinlich aus der Mailänder Aristokratie stammte, kam er in Kontakt mit den kulturellen Kreisen der Stadt. 1893 kehrte er nach Locarno zurück.
In den Jahren 1886–1887 hatte er sein Atelier auf der Isole di Brissago im Kreis der Baronin Antoinette de Saint Léger, wo auch Daniele Ranzoni und Vittore Grubicy verkehrten. 1889 hielt er sich in Paris, Monaco und Venedig auf, wohin er einige Jahre später zurückkehrte. Er nahm an bedeutenden italienischen, schweizerischen und deutschen Ausstellungen teil und war Mitglied mehrerer Bundeskommissionen.
Er arbeitete an der Realisierung des 1902 eingeweihten Teatro di Locarno. Zu Beginn des 20. Jahrhunderts besuchte er den naturistischen Kreis von Monte Verità in Ascona. 1904 verlor er vorübergehend das Augenlicht. Aufgrund psychischer Störungen wurde er in das neuropsychiatrische Krankenhaus in Mendrisio eingeliefert, wo er 1911 starb.
1929 war der Maler Bruno Nizzola Mitorganisator der posthumen Ausstellung, die dem von ihm bewunderten Franzoni gewidmet war.